# Envision Requirements
Pour les articles homonymes, voir Envision.
Envision Requirements est un logiciel graphique de gestion des exigences et des objets métiers associés : systèmes, tests, risques, lots etc. Entièrement paramétrable (technologie méta outil), il peut s'adapter à toutes les configurations du processus d'ingénierie.

## Caractéristiques
Logiciel de gestion des exigences et de suivi de projet sous Windows. Travail collaboratif - Base de données centralisée et sécurisée "SQL Server". Génération de tableaux de bord interactif. Edition de rapports vers Word ou Excel. Publication Web.

## Référentiel
La base de données SQL Server de Microsoft(C) est utilisée pour centraliser l'information, assurer la sécurité des accès en multiutilisateur(mode collaboratif), la flexibilité et l'ouverture des données vers d'autres outils. Elle garantie la pérennité des projets.
La gestion des rôles couplée à la gestion d'événements permet de créer des "workflow" de suivi précisément adaptés au besoin du processus d'ingénierie.

## Publication
Des outils de production automatique de documents (Word/Excel) et de tableaux de bord permettent de connaître précisément l'état du projet et une publication professionnelle.
La génération automatique d'un site Internet/intranet autorise la consultation à distance avec un simple navigateur Internet.

## Mise en œuvre
Un paramétrage de base, permet une mise en route immédiate. Des adaptations fines, importantes ou radicales pourront avoir lieu à tout moment dans la vie du projet (transfert de technologie).